# Pleurostylodon
Pleurostylodon és un gènere extint de mamífers notoungulats de la família dels isotèmnids que visqueren a Sud-amèrica des de l'Eocè inferior fins a l'Oligocè inferior, fa entre 29 i 56 milions d'anys. Se n'han trobat restes fòssils a la província argentina de Chubut. Les espècies d'aquest grup tenien la fossa mandibular ampla i còncava. Les segones dents premolars inferiors estan dotades d'un protocònid gros amb una cresta orientada cap al punt d'unió de les dues semiarcades dentals. El nom genèric Pleurostylodon significa ‘dent amb pilars laterals’.